# Championnat d'Argentine de football 1948
Navigation
Saison précédente Saison suivante
La saison 1948 du Championnat d'Argentine de football est la 18e édition professionnelle de la première division argentine. Le championnat rassemble les 16 meilleures équipes du pays au sein d'une poule unique, où chaque club rencontre tous ses adversaires deux fois. Le championnat passe de 16 à 18 clubs la saison prochaine : il n'y a pas de relégation en fin de saison et deux clubs sont promus de Segunda División.
C'est le Independiente qui termine en tête du championnat et remporte le 5e titre de champion d'Argentine de son histoire.

## Les 16 clubs participants
| \| Buenos Aires La Plata Rosario \| Villes représentées lors de la saison 1948 |
| Buenos Aires La Plata Rosario                                                  |

- Boca Juniors
- San Lorenzo de Almagro
- Estudiantes (La Plata)
- River Plate
- Racing Club
- Independiente
- Lanús
- Rosario Central
- Huracán
- Tigre
- Vélez Sársfield
- Platense
- Banfield
- Chacarita Juniors
- Newell's Old Boys (Rosario)
- Gimnasia y Esgrima (La Plata) - Promu de Segunda Division

## Compétition

### Classement
Le classement est établi en utilisant le barème suivant :
- Victoire : 2 points
- Match nul : 1 point
- Défaite, forfait ou abandon : 0 point

| Rang | Équipe                          | Pts | J  | G  | N  | P  | Bp | Bc | Diff |
| ---- | ------------------------------- | --- | -- | -- | -- | -- | -- | -- | ---- |
| 1    | Independiente                   | 41  | 30 | 17 | 7  | 6  | 65 | 42 | +23  |
| 2    | River Plate T                   | 37  | 30 | 12 | 13 | 5  | 59 | 48 | +11  |
| 3    | Estudiantes (La Plata)          | 36  | 30 | 16 | 4  | 10 | 63 | 45 | +18  |
| 4    | Racing Club                     | 32  | 30 | 15 | 6  | 9  | 68 | 45 | +23  |
| 4    | Newell's Old Boys (Rosario)     | 32  | 30 | 12 | 8  | 10 | 54 | 37 | +17  |
| 4    | San Lorenzo de Almagro          | 32  | 30 | 12 | 8  | 10 | 55 | 54 | +1   |
| 4    | Vélez Sársfield                 | 32  | 30 | 11 | 10 | 9  | 44 | 44 | 0    |
| 8    | Boca Juniors                    | 30  | 30 | 10 | 10 | 10 | 52 | 47 | +5   |
| 8    | Platense                        | 30  | 30 | 11 | 8  | 11 | 57 | 65 | -8   |
| 10   | Huracán                         | 29  | 30 | 11 | 7  | 12 | 45 | 49 | -4   |
| 11   | Chacarita Juniors               | 28  | 30 | 9  | 10 | 11 | 45 | 48 | -3   |
| 12   | Rosario Central                 | 27  | 30 | 12 | 3  | 15 | 74 | 73 | +1   |
| 13   | Banfield                        | 24  | 30 | 9  | 6  | 15 | 54 | 67 | -13  |
| 14   | Tigre                           | 23  | 30 | 8  | 7  | 15 | 56 | 81 | -25  |
| 14   | Lanús                           | 23  | 30 | 5  | 13 | 12 | 38 | 57 | -19  |
| 16   | Gimnasia y Esgrima (La Plata) P | 20  | 30 | 6  | 8  | 16 | 51 | 78 | -27  |

|  | Champion d'Argentine 1948                         |
|  | Relégation en Segunda División                    |
|  | T : Tenant du titre P : Promu de Segunda División |

## Bilan de la saison
| Tableau d'Honneur                   |               |
| Compétition                         | Vainqueur     |
| Championnat d'Argentine de football | Independiente |

| Promotions et relégations   |                                  |
| Promus en Primera Division  | Ferro Carril Oeste Atlanta       |
| Relégué en Segunda Division | Aucun (Passage de 16 à 18 clubs) |